# Lorraine-Dietrich 20 CV
Lorraine-Dietrich 20 CV ist die Bezeichnung für mehrere Fahrzeugmodelle von Lorraine-Dietrich in Frankreich. CV ist ein Hinweis auf Cheval fiscal, der damaligen steuerlichen Einstufung in Frankreich.

## Die Modelle im Einzelnen
- Lorraine-Dietrich 20 CV (1920), ein Prototyp von 1920
- Lorraine-Dietrich Type EIB, ein Lkw-Modell von 1907 bis 1908
- Lorraine-Dietrich Type GJ, ein Pkw-Modell von 1909 bis 1911
- Lorraine-Dietrich Type HH 5 B, ein Lkw-Modell von 1911 bis 1913
- Lorraine-Dietrich Type MHI, ein Pkw-Modell von 1914